# Хустець (річка)
Хусте́ць — річка в Українських Карпатах, у межах Хустського району Закарпатської області. Права притока Тиси (басейн Дунаю).
Бере початок на південних схилах невисокого хребта в межиріччі Ріки і Тереблі, між селами Сюрюк і Становцями.
Довжина Хустця 35 км, площа басейну 108 км². Долина у верхів'ї V-подібна, нижче — трапецієподібна, на пригирловій ділянці зливається з долиною Тиси. Ширина долини від 10—30 м до 1—2 км. Річище слабозвивисте, у верхів'ї завширшки 1,5 м, у пониззі (в межах міста Хуста) до 200 м. Похил річки 8,9 м/км.
Річка дуже «покручена» — спочатку тече на південний захід, потім на південний схід, далі знову на південний захід, повертає на північний захід, потім знову на південний захід і на захід. Впадає в Тису на південно-західній околиці міста Хуста. У нижній течії протікає територією Верхньотисинської улоговини. Біля гирла — через місто Хуст (тому дуже забруднена).
Найбільша притока: Матея (права).
- У заплаві Хустця розташований заповідний масив «Долина нарцисів».